# Аустрија на Европском првенству у атлетици на отвореном 2018.
Аустрија је учествовала на 24. Европском првенству у атлетици на отвореном 2018. одржаном у Берлину, (Немачка), од 6. до 12. августа. Репрезентацију Аустрије на њеном 22. учешћу на европским првенствима на отвореном представљало је 16 спортиста (9 мушкараца и 7 жена) који су се такмичили у 11 дисциплина (7 мушких и 4 женске).
У укупном пласману Аустрија је са 2 бронзане медаље заузела 27. место. У табели успешности према броју и пласману такмичара који су учествовали у финалним такмичењима (првих 8 такмичара) Аустрија је са 5 учесника у финалу заузела 19. место са 19 бодова.
| Плас. | Земља    | 1. место | 2. место | 3. место | 4. место | 5. место | 6. место | 7. место | 8. место | Бр. фин. | Бод. |
| ----- | -------- | -------- | -------- | -------- | -------- | -------- | -------- | -------- | -------- | -------- | ---- |
| 19.   | Аустрија | −        | −        | 2−12     | 1−5      | −        | −        | −        | 2−2      | 5        | 19   |

## Учесници
| Мушкарци: - Маркус Фуш — 100 м, 200 м - Андреас Војта — 5.000 м - Ламаворк Катема — Маратон - Петер Херцог — Маратон - Кристијан Штајнхамер — Маратон - Валентин Пхајл — Маратон - Лука Зин — 3.000 м препреке - Лукас Вајсхајдингер — Бацање диска - Доминик Дистелбергер — Десетобој | Жене: - Александра Тот — 100 м - Нада Пауер — 5.000 м - Штефани Бендрат — 100 м препоне - Беате Шрот — 100 м препоне - Ивона Дадић — Седмобој - Верена Преинер — Седмобој - Сара Лагер — Седмобој |  |

## Освајачи медаља (2)

### Бронза (2)
- Лукас Вајсхајдингер — Бацање диска
- Ламаворк Катема, Петер Херцог, Кристијан Штајнхамер — Маратон - тим

## Резултати

### Мушкарци
| Атлетичар            | Дисциплина       | Лични рекорд | Група             | Група             | Полуфинале           | Полуфинале           | Финале               | Финале       | Детаљи |
| Атлетичар            | Дисциплина       | Лични рекорд | Резултат          | Место             | Резултат             | Место                | Резултат             | Место        | Детаљи |
| -------------------- | ---------------- | ------------ | ----------------- | ----------------- | -------------------- | -------------------- | -------------------- | ------------ | ------ |
| Маркус Фукс          | 200 м            | 10,35        | 10,57             | 6. у гр. 1        | Није се квалификовао | Није се квалификовао | Није се квалификовао | 45 / 50      |        |
| Маркус Фукс          | 200 м            | 20,84        | 21,29             | 7. у гр. 4        | Није се квалификовао | Није се квалификовао | Није се квалификовао | 35 / 40      |        |
| Андреас Војта        | 5.000 м          | 13:38,03     |                   |                   |                      |                      | 13:42,75             | 19 / 22 (24) |        |
| Ламаворк Катема      | Маратон          | 2:14:23      | 2:13:22 ЛР        | 8 / 58 (72)       |                      |                      |                      |              |        |
| Петер Херцог         | Маратон          | 2:16:57      | 2:15:29 ЛР        | 10 / 58 (72)      |                      |                      |                      |              |        |
| Кристијан Штајнхамер | Маратон          | 2:17:54      | 2:20:40           | 41 / 58 (72)      |                      |                      |                      |              |        |
| Валентин Пхајл       | Маратон          | 2:14:50      | Није завршио трку | Није завршио трку |                      |                      |                      |              |        |
| Лука Зин             | 3.000 м препреке |              | 8:44,80           | 12. у гр. 1       |                      |                      | Није се квалификовао | 14 / 27 (29) |        |
| Лукас Вајсхајдингер  | Бацање диска     | 68,98        | 62,26             | 6. у гр. А        | 65,14                |                      |                      |              |        |

#### Десетобој
| Дисциплина   | Доминик Дистелбергер | Доминик Дистелбергер | Доминик Дистелбергер | Доминик Дистелбергер | Доминик Дистелбергер | Доминик Дистелбергер |
| Дисциплина   | Лич. рек.            | Резултат             | Бод.                 | Плас.                | Укупно               | Плас.                |
| ------------ | -------------------- | -------------------- | -------------------- | -------------------- | -------------------- | -------------------- |
| 100 м        | 10,54                | 11,00                | 861                  | 11.                  | 861                  | 11.                  |
| Скок удаљ    | 7,74                 | 7,16                 | 852                  | 15.                  | 1.713                | 11.                  |
| Бацање кугле | 13,76                | 12,60                | 643                  | 27.                  | 2.356                | 20.                  |
| Скок увис    | 2,00                 | 1,90                 | 714                  | 23.                  | 3.070                | 20.                  |
| 400 м        | 47,25                | 48,89                | 866                  | 10.                  | 3.936                | 18.                  |
| 110 препоне  | 14,19                | 14,61 ЛРС            | 897                  | 8.                   | 4.833                | 17.                  |
| Бацање диска | 45,65                | 43,66 ЛРС            | 739                  | 11.                  | 5.572                | 15.                  |
| Скок мотком  | 5,00                 | 4,60                 | 790                  | 13.                  | 6.362                | 14.                  |
| Бацање копља | 61,83                | 54,43 ЛРС            | 654                  | 19.                  | 7.016                | 14.                  |
| 1.500 м      | 4:27,10              | НС                   |                      |                      |                      |                      |
| Десетобој    | 8.175 НР             |                      |                      |                      | НЗ                   |                      |

### Жене
| Атлетичар       | Дисциплина    | Лични рекорд | Група                 | Група                 | Полуфинале            | Полуфинале            | Финале                | Финале           | Детаљи |
| Атлетичар       | Дисциплина    | Лични рекорд | Резултат              | Место                 | Резултат              | Место                 | Резултат              | Место            | Детаљи |
| --------------- | ------------- | ------------ | --------------------- | --------------------- | --------------------- | --------------------- | --------------------- | ---------------- | ------ |
| Александра Тот  | 100 м         | 11,39        | 11,69                 | 7. у гр. 2            | Није се квалификовала | Није се квалификовала | Није се квалификовала | 19 / 37 (38)     |        |
| Нада Пауер      | 5.000 м       | 15:40,61     |                       |                       |                       |                       | Дисквалификована      | Дисквалификована |        |
| Штефани Бендрат | 100 м препоне | 12,94        | Директно у полуфинале | Директно у полуфинале | 13,43                 | 8. у гр. 3            | Нису се квалификовале | 23 / 32          |        |
| Беате Шрот      | 100 м препоне | 12,82 НР     | 13,06 кв, ЛРС         | 2. у гр. 3            | 13,23                 | 8. у гр. 2            | Нису се квалификовале | 21 / 32          |        |

#### Седмобој
| Атлетичарка    | Дисциплина | 100 м пр. | Вис      | БКу   | 200 м           | Даљ      | БКо       | 800 м       | Укупно        | Пласман      | Белешка |
| -------------- | ---------- | --------- | -------- | ----- | --------------- | -------- | --------- | ----------- | ------------- | ------------ | ------- |
| Ивона Дадић    | Резултат   | 13,66     | 1,82 ЛРС | 14,06 | 23,61 (.608) ЛР | 6,35 ЛРС | 47,42     | 2:11,87 ЛРС | 6.552, НР, ЛР | 4 / 22 (29)  |         |
| Ивона Дадић    | Бодови     | 1.027     | 1.003    | 798   | 1.018           | 959      | 810       | 937         | 6.552, НР, ЛР | 4 / 22 (29)  |         |
| Верена Преинер | Резултат   | 13,58     | 1,73 ЛРС | 13,76 | 24,12           | 6,09 ЛР  | 48,79 ЛРС | 2:11,29     | 6.337 ЛР      | 8 / 22 (29)  |         |
| Верена Преинер | Бодови     | 1.039     | 891      | 778   | 969             | 877      | 837       | 946         | 6.337 ЛР      | 8 / 22 (29)  |         |
| Сара Лагер     | Резултат   | 14,46     | 1,76     | 13,54 | 25,16           | 6,14     | 45,30     | 2:13,14     | 6.058         | 13 / 22 (29) |         |
| Сара Лагер     | Бодови     | 914       | 928      | 763   | 872             | 893      | 769       | 919         | 6.058         | 13 / 22 (29) |         |